# Bồ câu vương miện Victoria
Bồ câu vương miện Victoria (danh pháp hai phần: Goura victoria) là một loài chim thuộc Họ Bồ câu.

## Mô tả
Chúng là một loài chim bồ câu có màu xám xanh, lớn mào màu xanh giống như đăng ten, ngực và mống mắt nâu đỏ. Đây là loài chim cu hay bồ câu lớn nhất, dài từ 70–75 cm, nặng từ 2-2.5 kg với kích thước tối đa là 80 cm và nặng 3.5 kg. Một trong ba loài bề ngoài tương tự như của chim bồ câu này là bồ câu vương miện miền tây, bồ câu vương miện miền nam, bồ câu vương miện Victoria phân bố trong vùng đồng bằng và rừng đầm lầy ở miền bắc New Guinea và các đảo xung quanh. Chế độ ăn uống của nó bao gồm chủ yếu các loại trái cây, sung, hạt giống và vật không xương sống. Con mái thường đẻ một quả trứng duy nhất màu trắng. Danh pháp của nó đặt theo Nữ hoàng Victoria của Anh.

## Phân loài
Có hai phân loài:
- Goura victoria victoria, loài đề xuất trong hai phân loài phân bố ở Yapen, Biak & Supiori
- Goura victoria beccarii phân bố ở đại lục New Guinea.